# Peytoia nathorsti
Peytoia nathorsti  (лат.) — вид ископаемых морских членистоногих из класса динокарид. 108 образцов вида были обнаружены в кембрийских отложениях формации сланцев Бёрджес так называемого большого филлоподового пласта в размере 0,21 % от общего количества найденных ископаемых.

## История
Как и другие аномалокариды сланцев Бёрджес, Peytoia nathorsti имеет сложную таксономическую историю. Вместе с Laggania cambria вид был упомянут в статье 1911 года Уолкотта (англ. Walcott). Типовой экземпляр Peytoia nathorsti состоял из изолированного ротового конуса, который Уолкотт истолковал как тело медузы. Типовой экземпляр Laggania cambria имел плохо сохранившееся тело и ротовой конус, вид был интерпретирован Уолкоттом как голотурия. Однако, в 1978 году Саймон Конвей Моррис признал, что «ротовой орган» L. cambria был почти идентичен с «телом» P. nathorsti, на основании этого он предположил, что L. cambria это некое сочетание губки Corallio undulata и Peytoia nathorsti. Конвей Моррис рассматривал Laggania cambria как синоним Peytoia nathorsti, при этом последний определял как официальное название вида.
В 1985 году Гарри Уитингтон Гарри Уитингтон и Дерек Бриггс описали первые полные образцы Peytoia nathorsti вместе с полным образцом Anomalocaris canadensis. На основании очевидных сходств между этими двумя видами они полагали, что P. nathorsti является разновидностью аномалокариса, то есть Anomalocaris nathorsti.
Но благодаря новым данным о строении ротового конуса Anomalocaris canadensis было подтверждено его отличие от вида Peytoia nathorsti.